# Batalla del Neretva
Per a la pel·lícula de 1969, vegeu La batalla del Neretva (pel·lícula).
La batalla del Neretva (Serbocroata, Eslovè: Bitka na Neretvi), coneguda també pel seu nom en clau Fall Weiss, va ser un pla estratègic Alemany per a una ofensiva combinada entre les Potències de l'Eix llançada a principis de 1943 contra els Partisans Iugoslaus a través de la Iugoslàvia ocupada durant la Segona Guerra Mundial. L'ofensiva va tenir lloc entre gener i abril de 1943. L'ofensiva deu el seu nom al riu proper a la zona on l'ofensiva es va dur a terme, el Neretva.
L'operació és coneguda com la Quarta Ofensiva Antipartisana, si bé també és coneguda com la Quarta Ofensiva Enemiga (Serbocroata: Četvrta neprijateljska ofenziva/ofanziva, Eslovè: četrta sovražnikova ofenziva) o com la batalla pels ferits (Bitka za ranjenike) a les fonts de l'antiga Iugoslàvia.

## Operació
Amb aquesta acció, els alemanys buscaven destruir el comandament central del moviment de Partisà, el Comitè Central del Partit Comunista de Iugoslàvia, així com l'hospital principal de les forces partisanes. L'Eix va reunir nou divisions militars, sis alemanyes, tres Italianes, així com dues divisions de croates i un cert nombre de formacions de Txètniks i Ústaixes. S'estima que 150.000 forces de l'eix es van enfrontar a unes forces partisanes molt menors.
L'operació es va realitzar en tres etapes:
- Weiss I començava el 20 de gener, de 1943, amb l'atac contra les zones sota control partisà a Bòsnia occidental i Croàcia central.
- Weiss II començava el 25 de febrer, amb batalles a l'oest i sud-oest de Bòsnia, fent que els partisans es retiraren al sud-est, a la vora del riu Neretva.
- Weiss III es llançava el març, i se centrava al voltant de les àrees d'Hercegovina del nord, però els Partisans van aconseguir evitar ser encerclats per les forces de l'eix, reagrupant-se al nord de Montenegro. Açò va suposar el fracàs d'aquesta tercera ofensiva de l'Eix.

Durant la batalla, els Partisans van ser encerclats de manera que tenien a les seues espatlles el Neretva. En el seu costat, el costat occidental del riu, es trobaven les forces alemanyes acompanyades d'unes quantes unitats d'elit i amb el suport de brigades de panzers. El costat oriental (el costat contrari als partisans encerclats) era vigilat només per formacions de Txètniks, que estaven actuant en coordinació amb els alemanys. Els costats estaven connectats per un únic pont. Si els Partisans aconseguien travessar el riu, arribarien a unes posicions relativament segures, tanmateix, no comptaven amb temps suficient per creuar-lo mentre les forces d'Eix s'estaven preparant per a l'atac final. Per tal d'impedir l'èxit de l'ofensiva de l'eix, el comandant partisà, Mariscal Josip Broz Tito, va preparar un engany. Va ordenar als seus sapadors que demoliren l'únic pont del riu. Quan el reconeixement aeri alemany va reportar la demolició del pont al seu comandament, aquests van concloure que els partisans estaven preparant un atac final al de la seua posició actual (al llarg de la costa occidental del Neretva), i havien volat pels aires el pont com un mecanisme tant per augmentar la seua moral com per prevenir la deserció. Les forces alemanyes van començar un redesplegament de tropes en l'àrea per tal d'anihilar els partisans quan feren el seu atac.
Però el que els alemanys no sabien és que estaven donant un temps preciós als enginyers partisans per tal de reparar el pont i eliminar les tropes Txètnik que defensaven l'altra vora del riu. Els alemanys van adonar-se de l'engany ràpidament, però van ser incapaços de corregir la seva equivocació i preparar un atac seriós a temps, a causa de les ordres de redesplegament prèvies. Amb la seua rereguarda fent front a un avenç alemany cada vegada més poderós, els partisans creuaren el riu sota un intens bombardeig aeri (l'Eix va desplegar àmplies formacions de la Luftwaffe per a l'operació), però el paisatge muntanyós va fer molt difícil la destrucció del nou pont improvisat. Per a quan la fugida va concloure, el pont havia quedat inutilitzat, fent impossible per als alemanys perseguir els partisans.
La derrota estratègica va ser encara més humiliant pel fet que Tito va poder complir la seua promesa d'emportar-se amb ell fins i tot als ferits en l'hospital de campanya, que d'altra manera haurien estat executats per les forces de l'Eix (cosa que amb posterioritat va ocórrer a les acaballes de la batalla del Sutjeska).

## Desenllaç
Al final de març, les forces de l'Eix havien matat aproximadament vuit mil Partisans, empresonant-ne dos mil més. Malgrat aquestes nombroses baixes, i aconseguir una victòria tàctica per les forces de l'Eix, les formacions de partisans van assegurar el seu comandament i l'hospital, i van poder continuar amb les seues operacions. De fet, en arribar a les parts orientals de Bòsnia i Hercegovina, els Partisans només tenien com enemics els txètniks, i de fet pràcticament els neutralitzaren a l'àrea a l'oest del riu Drina. La següent ofensiva de l'eix contra la resistència a Iugoslàvia va ser l'Operació Schwarz.
La pel·lícula de 1969 nominada als premis Oscar, La batalla del Neretva descriu aquests esdeveniments.
La novel·la de 1968 d'Alistair Maclean Force 10 From Navarone, posteriorment adaptada al cinema, també reprodueix una lluita entre uns partisans inferiors numèricament als nazis i txètniks, i l'explosió del pont sobre el riu Neretva. Però, lluny de ser una novel·la històrica, la història és purament fictícia.

## Forces

### Forces aliades
Partisans Iugoslaus
- 1r Cos Croata (16.000 efectius)
- 1r Cos Bosni (11.500 efectius)
- Grup operacional principal (14.500 efectius) format per
  - 1a Divisió Proletària
  - 2a Divisió Proletària
  - 3a Divisió d'Assalt
  - 7è Divisió Banija (unida més tard)
  - 9a Divisió Dàlmata (unida més tard)

### Forces de l'eix
Alemanya Nazi
- 7a Divisió de Voluntaris de Muntanya SS Prinz Eugen
- 369a Divisió d'Infanteria
- 714a Divisió d'Infanteria
- 717a Divisió d'Infanteria
- un regiment de la 187a Divisió de Reserva

 Itàlia
- 12 Divisió d'Infanteria Sassari
- 13 Divisió d'Infanteria Re
- 57 Divisió d'Infanteria Lombardia

 Croàcia
- 2a Brigada de Muntanya de la Guarda Nacional
- 3a Brigada de Muntanya de la Guarda Nacional

 Txètniks (nominalment Milizia Volontaria Anti-Comunista, sota comandament italià)
- al voltant de 20.000 efectius